# Pan tabún

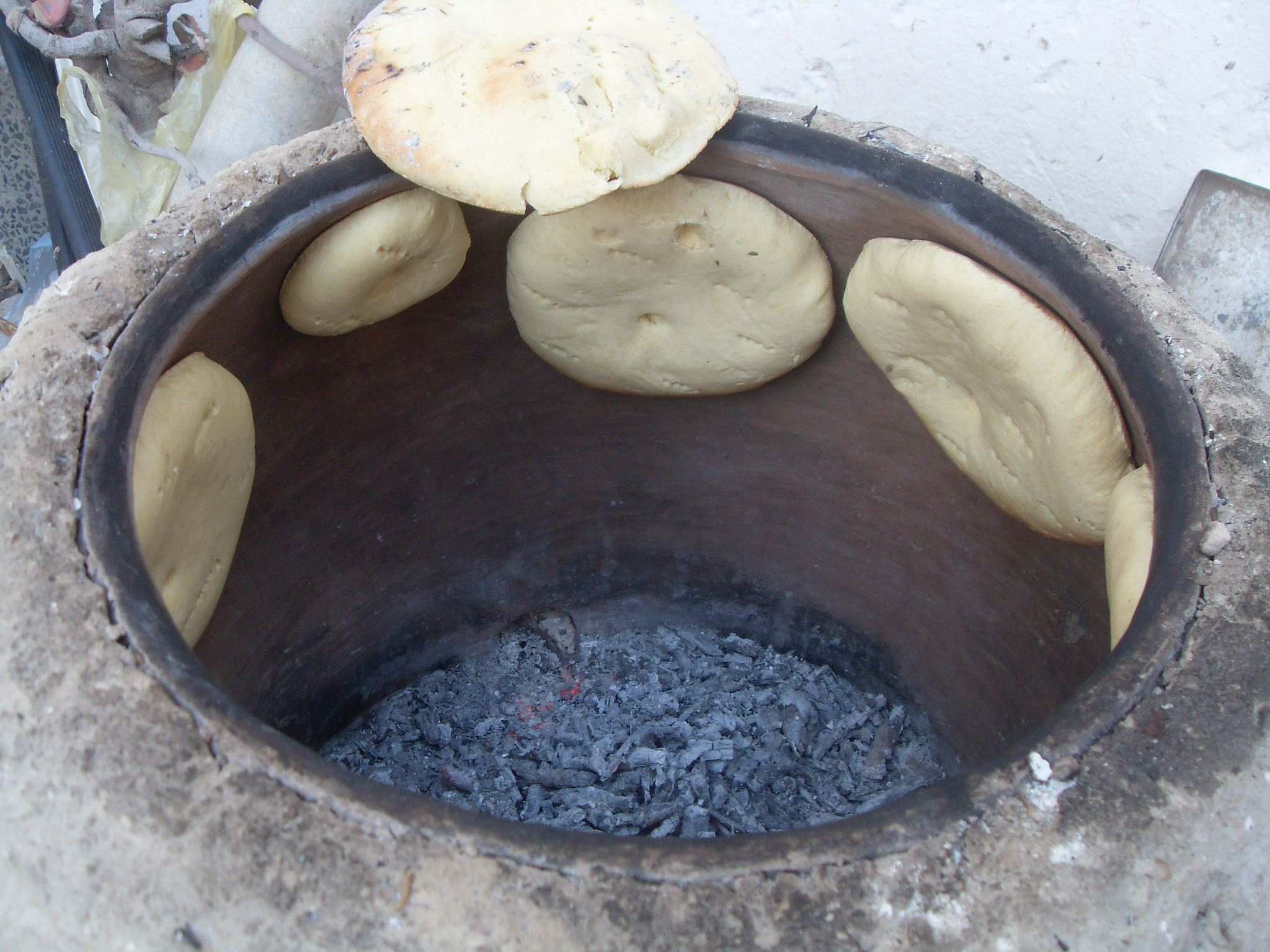
Pan tabún haciéndose en un horno tabún

El pan tabún (en árabe: خُبْز طَابُون‎, romanizado: jubz ṭābūn) es un pan plano típico de algunos países árabes. Se utiliza para envolver alimentos en muchas cocinas típicas. Este tipo de pan plano se hace cocer tradicionalmente dentro de un horno tabún y se come untado con diferentes alimentos .
El pan tabún se vende en las calles, solo, relleno de hummus, faláfel o como shawarma. El pan tabún es un clásico de la cocina árabe extendida internacionalmente. Fue adoptado en la cocina israelí como esh-tanur (אַשתַּנּוּר).

## Variantes

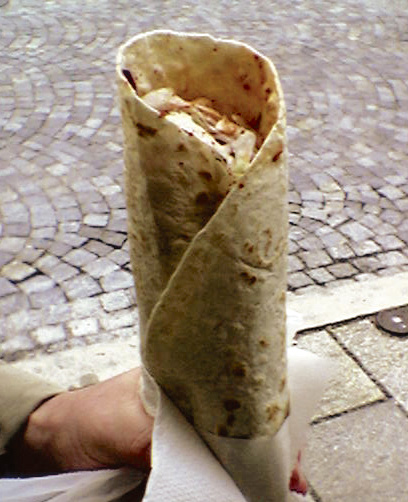
Laffa

- Laffa (لَفَّ) o láfa (en hebreo: לָאפָה‎) es ligeramente blando, parecido a la pita iraquí, libanesa, jordana, palestina y siria, que también es de un grueso mediano, ligeramente blando, no se desgarra fácilmente, y es utilizado mayoritariamente para ser rellenado con shawarma en los establecimientos de comida rápida típica. Es popular enIsrael, donde es común a las panaderías y en las paradas de alimentación.[5][6]